# Umberto Primo Conti
Umberto Primo Conti (* 16. Oktober 1900 in Florenz; † 12. November 1988 in Fiesole) war ein italienischer Maler und Schriftsteller des Futurismus und des Novecento.

## Leben
Mit 10 Jahren besucht Conti bereits die Zeichenschule Eugenio Chiostri in Florenz und lernt 1911 Alberto Viviani kennen, der ihn als Freund von Filippo Tommaso Marinetti 1913 mit Soffici, Aldo Palazzeschi und Giovanni Papini in Kontakt bringt, denen er bei einer Ausstellung der Künstlerzeitung Lacerba begegnet. Künstlerisch lehnt sich Conti in seiner ersten Zeit an Boccioni an und kann Anschluss an die Florentiner Gruppe der Futuristen gewinnen, die sich um die Zeitung L'Italia Letteraria schart. Seine erste bedeutende literarische Arbeit ist der Roman Imbottigliature, den er 1917/1918 herausbringt. 1918 beauftragt ihn Settimelli mit der Leitung der Zeitschrift L’Italia Futurista. Nebenbei publiziert er in Herwarth Waldens Magazin Der Sturm und bringt 1919 mit Il Centone eine eigene Zeitschrift heraus. Letztere findet allerdings wenig Anklang bei Marinetti, da man sie nicht mehr als futuristisch bezeichnen könne. Tatsächlich beginnt sich Conti in dieser Zeit bereits vom Futurismus zu lösen und sich wie Carlo Carrà und Giorgio de Chirico mit der Pittura metafisica zu beschäftigen, um sich später bei der Kunstrichtung Novecento zu engagieren.
1943 zeigte die ehemalige Wiener Secession in einer Ausstellung einen Querschnitt seines bisherigen Schaffens.